# Un, dos, tres
Un, dos, tres (Un paso adelante) est une série télévisée espagnole en 84 épisodes de 80 minutes, créée par Ernesto Pozuelo, Pilar Nadal, Jesús del Cerro, Daniel Écija et Juan Carlos Cueto et diffusée entre le 8 janvier 2002 et le 24 avril 2005 sur la chaîne Antena 3.
Lors du doublage, la série a été remontée sous forme de 130 épisodes de 50 minutes et de nombreuses scènes ont été coupées. En France, elle a été diffusée du 18 février 2004 au 13 octobre 2005 sur M6 puis rediffusée plusieurs fois sur la même chaîne ainsi que sur W9, Téva, TF6, 6ter, sur Gulli du 2 janvier 2023 au 31 août 2023 et sur NRJ 12 depuis le 1er juillet 2024. En Belgique, elle est diffusée depuis le 23 août 2004 sur AB3 puis rediffusée sur Club RTL et sur Plug RTL depuis le 9 janvier 2023 ; et au Québec depuis le 29 août 2011 sur Séries+.

## Synopsis
Vingt jeunes espoirs vont entrer dans la meilleure école des Arts de la Scène : l'Académie de Carmen Arranz. Ils devront y perfectionner leurs talents pour la danse, la musique et le théâtre, et devenir de véritables professionnels du spectacle.

## Fiche technique
- Titre original : Un Paso Adelante (littéralement : « Un pas en avant »)
- Création : Ernesto Pozuelo, Pilar Nadal, Jesús del Cerro, Daniel Écija et Juan Carlos Cueto
- Réalisation : Eduardo Casanova, Juan Noguera Clapés et Mª Ángeles Piris
- Musique : Manel Santisteban et Cecilia
- Chorégraphie : Luka Yexi (saisons 1 et 2), Anna López, Carlos López Infante et Vanessa García (saisons 3 et 4), Myriam Benedited (saisons 5 et 6)
- Photographie : David Arribas et Fernando Teresa
- Montage : Fidel Collados et Laura Montesinos
- Production : Ernesto Pozuelo
- Production exécutive : Juan Carlos Cueto, Jesús del Cerro, Daniel Écija et Ernesto Pozuelo
- Société de production : Antena 3, Globomedia
- Société de distribution : Antena 3
- Date de tournage du premier épisode de la série : novembre 2001[3]
- Première diffusion : 8 janvier 2002
- Date de tournage du dernier épisode de la série : décembre 2004
- Fin de diffusion : 24 avril 2005
- Format : 80 min (Espagne), 50 min (Francophonie et Allemagne) ou 40 min (Italie)
- Nombre de saisons : 6
- Genre : drame, comédie musicale
- Pays de production :  Espagne
- Chaîne espagnole de diffusion : Antena 3
- Chaînes françaises de diffusion : M6, W9, Téva, TF6, 6ter, Gulli, NRJ 12
- Chaînes suisses de diffusion : TSR1 et TSR 2
- Chaînes belges de diffusion : AB3 et Club RTL
- Chaîne québécoise de diffusion : Séries+
- Lieux de tournage : Madrid et environs, Londres (saison 2, épisodes 19 et 20), Barcelone (saison 5, épisode 5)
- Date de première diffusion originale : 8 janvier 2002
- Date de première diffusion française : 18 février 2004

## Distribution

### Un, dos, tres

#### Personnages principaux
Élèves :
- Mónica Cruz (VF : Agnès Manoury) : Silvia Jáuregui
- Beatriz Luengo (VF : Catherine Desplaces) : Dolores « Lola » Fernández
- Miguel Ángel Muñoz (VF : Franck Monsigny) : Roberto Arenales
- Silvia Marty (VF : Valérie Nosrée) : Ingrid Muñoz
- Pablo Puyol (VF : Anatole de Bodinat) : Pedro Salvador (saisons 1 à 5 - récurrent saison 6)
- Dafne Fernández (VF : Adeline Moreau) : Marta Ramos (saisons 2 à 6)
- Raúl Peña (VF : Didier Cherbuy) : Jerónimo « Jero » Ruiz (saisons 2 à 5)
- Edu del Prado (VF : Jérôme Rebbot) : César Martín (saison 6)

Personnels de l'école :
- Lola Herrera (VF : Tania Torrens) : Carmen Arranz
- Alfonso Lara (VF : Guillaume Lebon) : Juan Taberner
- Beatriz Rico (VF : Laurence Mongeaud) : Diana de Miguel (saisons 1 à 5)
- Víctor Mosqueira (VF : Tanguy Goasdoué) : Cristóbal Souto (saisons 1 à 5)
- Pedro Peña (VF : Robert Darmel) : Antonio Milá (saisons 1 à 5)
- Natalia Millán (VF : Josy Bernard) : Adela Ramos (saisons 1 à 4)
- Jaime Blanch (VF : Michel Papineschi) : Gaspar Ruiz (saisons 1 à 3)
- Toni Acosta (VF : Ivana Coppola) : Jacinthe « J.J. » Jiménez (saisons 3 à 6)
- Fabián Mazzei (es) (VF : Constantin Pappas) : Horacio Alonso (saisons 4 à 6)
- Fanny Gautier (VF : Pauline de Meurville) : Alicia Jáuregui (invitée saison 1 - récurrente saisons 2 à 4 - principale saisons 5 et 6)
- Juan Echanove (VF : Yves Beneyton) : Mariano Cuéllar (saisons 5 et 6)
- Esther Arroyo (VF : Chantal Baroin) : Irene Miró (saisons 5 et 6)
- Chiqui Fernández (es) (VF : Anne Dolan) : Paula Lacarino (récurrente saisons 4 et 5 - principale saison 6)
- Marta Ribera (VF : Marie Diot) : Eva Ruiz (récurrente saison 5 - principale saison 6)
- William Miller (es) (VF : Thomas Roditi) : Nacho Salinas (invité saison 5 - principal saison 6)

#### Personnages secondaires
Élèves :
- Erika Sanz (VF : Stéphanie Hédin) : Erika
- Arantxa Valdivia (VF : Laura Zichy) : Luisa Ruiz
- Patricia Arizmendi (VF : Catherine Cipan) : Sonia
- Junior Miguez (VF : Jérémy Prévost) : Junior (saisons 1 à 4)
- Yotuel Romero (VF : Frantz Confiac) : Pavel Rodríguez (saisons 3 et 4 - invité saison 5)
- Ricardo Amador (VF : Pascal Nowak) : Rafael « Rafa » Torres (saisons 1 et 2)
- Asier Etxeandia (VF : Sébastien Desjours) : Benito « Beni » López (saison 1)
- Alfonso Bassave (VF : Cyrille Artaux) : José (saison 1)
- Álex González : Ufo (saison 5)
- Israel Rodríguez (es) : Friqui (saison 5)

Personnels de l'école :
- Rocío Calvo (VF : Zaïra Benbadis) : Claudia Romero (saison 1)
- Satur Barrio (VF : Marie-Christine Robert) : Cristina Talaja (saison 2 - invitée saison 3)

Autres personnages :
- Mario Martín (es) (VF : Alain Choquet) : Román Fernández
- Omar Muñoz (VF : Catherine Desplaces) : Jorge Fernández
- José Ángel Egido (VF : Sylvain Lemarié) : Víctor Arenales (saisons 2, 4 et 5)
- Rafael Amargo (VF : Lionel Melet) : lui-même (saison 2)
- Iñaki Font (es) (VF : Fabrice Fara) : Álvaro (saison 3)
- Jonatan Cerrada (VF : lui-même) : Jonatan Fernández (saison 5)
- Elisabeth Jordán (VF : Anne Mathot) : Tania (saison 6)

#### Invités
- Carlos Rodríguez (saison 1)
- Ángel Rojas (saison 1)
- Efecto Mariposa (es) (saison 1)
- Amaral (saison 1)
- Luis Fonsi (saison 1)
- Ketama (saison 1)
- Carlos Jean (saison 2)
- Juanes (saison 2)
- Rick Guard (en) (saison 2)
- Patricia Gaztañaga (es) (saison 2)
- Mayumana (saison 2)
- Aída Gómez (es) (saison 3)
- Tiziano Ferro (saison 3)
- Blue (saison 3)
- Mar Saura (saison 3)
- Antonio Hidalgo (es) (saison 4)
- Maksim Mrvica (saison 4)
- Pereza (saison 4)
- David Civera (es) (saison 4)
- Safri Duo (saison 4)
- Rosana (saison 4)
- El Canto del Loco (saison 4)
- Chayanne (saison 5)
- Víctor Manuel (saison 5)
- Alicia Senovilla (es) (saison 5)
- Joaquín Luqui (es) (saison 5)
- Ramoncín (saison 6)
- Almudena Cid (saison 6)

##### Version française
- Société de doublage : Studio Lincoln
- Direction artistique : Jean-Yves Brousselle
- Adaptation : Vincent Violette, Hubert Drac, Marie-Pierre Deprez, Yves Fabrice, Nathalie San Miguel, Marianne Lawrence, Stéphanie Vadrot

 Source et légende : version française (VF) sur RS Doublage

### Un, dos, tres: Nouvelle génération

#### Personnages principaux
Élèves :
- Mónica Mara (VF : Charlotte Hervieux) : Andrea Romero
- Quique González (VF : Martin Faliu) : Omar Reyes
- Marc Betriu (VF : Jonathan Gimbord) : Luca Madariaga
- Marc Soler (VF : Romain Altché) : Sergio Aranda Fernández
- Claudia Lachispa (VF : Kaïna Blada) : Elvira
- Almudena Salort (VF : Claire Bouanich) : Lala
- Karina Soro (VF : Marion Peronnet) : Tara
- Alex Medina (VF : Arnaud Laurent) : Suso
- Nuno Gallego (VF : Gabriel Bismuth-Bienaimé) : Darío

Personnels de l'école :
- Mónica Cruz (VF : Agnès Manoury) : Silvia Jáuregui
- Miguel Ángel Muñoz (VF : Franck Monsigny) : Roberto Arenales
- Beatriz Luengo (VF : Catherine Desplaces) : Dolores « Lola » Fernández
- Lucas Velasco (es) (VF : Benjamin Pascal) : Luiso
- Marta Guerras (es) (VF : Caroline Pascal) : Sira

#### Personnages secondaires
- Liliana Cabal (VF : Véronique Desmadryl) : Salazar
- María Córdoba (VF : France Renard) : Yolanda
- Manuel Monje : Kiko

#### Invitées
- Lola Herrera (VF : Annie Le Youdec) : Carmen Arranz (épisode 1)
- Natalia Millán (VF : Josy Bernard) : Adela Ramos (épisode 8)

##### Version française
- Société de doublage : Nice Fellow
- Direction artistique : Camille Gondard
- Adaptation : Nathalie San Miguel, Juliette de la Cruz

### Personnels de l'école
| Activité                            | Saison 1    | Saison 2     | Saison 3      | Saison 4      | Saison 5          | Saison 6      | Historias de UPA | Nouvelle génération |
| ----------------------------------- | ----------- | ------------ | ------------- | ------------- | ----------------- | ------------- | ---------------- | ------------------- |
| Directrice                          | Carmen      | Carmen       | Carmen/Alicia | Carmen/Alicia | Carmen/Alicia     | Carmen/Alicia | Carmen/Silvia    | Silvia              |
| Directeur des études                | Gaspar      | Gaspar       | Gaspar/Adela  | Cristóbal     | Alicia/Mariano    | Mariano       | Silvia           | Luiso               |
| Art dramatique                      | Cristóbal   | Cristóbal    | Cristóbal     | Horacio       | Cristóbal/Mariano | Mariano       | Luiso            | Luiso               |
| Chant                               | Claudia     | Cristina     | Cristina/Juan | Juan          | Juan              | Juan/Nacho    |                  |                     |
| Danse classique                     | Adela       | Adela/Alicia | Adela         | Adela/Alicia  | Alicia/Irene      | Irene         | Silvia           | Silvia              |
| Danse moderne                       | Diana/Adela | Diana        | Diana         | Adela/Diana   | Diana/Eva         | Eva           |                  | Sira                |
| Histoire du théâtre                 | Gaspar      | Gaspar       | Gaspar        | Cristóbal     | Cristóbal/Mariano | Mariano       |                  |                     |
| Musique                             | Juan        | Juan         | Juan          | Juan          | Juan              | Juan/Nacho    |                  |                     |
| Activités spéciales                 |             |              | J.J.          | J.J.          | J.J.              | J.J.          |                  |                     |
| Directeur de la compagnie théâtrale |             |              |               |               | Horacio           | Horacio       |                  |                     |
| Concierge                           | Antonio     | Antonio      | Antonio       | Antonio       | Antonio           |               |                  |                     |
| Secrétaire                          |             |              |               | Paula         | Paula             | Paula         |                  | Yolanda             |

## Épisodes
| Saison | Nombre d'épisodes | Diffusion originale | Diffusion originale |
| Saison | Nombre d'épisodes | Début de saison     | Fin de saison       |
| ------ | ----------------- | ------------------- | ------------------- |
| 1      | 13 VO 20 VF       | 8 janvier 2002      | 16 avril 2002       |
| 2      | 14 VO 21 VF       | 18 septembre 2002   | 17 décembre 2002    |
| 3      | 13 VO 21 VF       | 14 janvier 2003     | 8 avril 2003        |
| 4      | 16 VO 24 VF       | 4 septembre 2003    | 17 décembre 2003    |
| 5      | 14 VO 22 VF       | 13 avril 2004       | 13 juillet 2004     |
| 6      | 14 VO 22 VF       | 6 janvier 2005      | 24 avril 2005       |

Les différentes saisons de la série retracent les années des élèves de l'école des Arts de la Scène de Carmen Arranz :
- Saison 1 : Première année (2001-2002) ;
- Saisons 2 et 3 : Deuxième année (2002-2003) ;
- Saisons 4 et 5 : Troisième année (2003-2004) ;
- Saison 6 : Redoublement de la troisième année (2004-2005).

Un épisode de la série dure environ 80 minutes. Dans les pays francophones, ils ont été remontés afin de coller à un format standard de 52 minutes. Ainsi, l'ordre des scènes varie dans certains épisodes et de nombreux passages ont été coupés. Par exemple, la fin de la saison 4 et le début de la saison 5 se trouvent dans un seul et même épisode en version française.
Le générique de la saison 1 est différent dans les pays francophones puisqu'il s'agit en réalité de celui de la saison 2, d'où la présence de Dafne Fernández et Raúl Peña qui n'apparaissent pas dans la première saison, et, à l'inverse, l'absence d'Asier Etxeandia qui est pourtant crédité dans le générique en version originale.

## UPA Dance
Le groupe UPA Dance, initialement créé pour les besoins du scénario, a réellement donné des concerts et sorti des albums.

## Les retrouvailles (2016-2017)
À l'occasion des 15 ans de la série en Espagne, Beatriz Luengo, Mónica Cruz, Pablo Puyol et Miguel Ángel Muñoz se réunissent en direct le 30 novembre 2016 dans l'émission El Hormiguero sur Antena 3.
Deux jours plus tard, le 2 décembre 2016, Beatriz Luengo, Pablo Puyol, Esther Arroyo et Natalia Millán participent à l'émission Tu cara me suena (es), toujours sur Antena 3.
Enfin, d'autres retrouvailles suivent le 8 février 2017 sur Atreseries, cette fois en présence de Silvia Marty, Dafne Fernández, Raúl Peña, Fanny Gautier, Alfonso Lara et Víctor Mosqueira,.

## Un, dos, tres: Historias de UPA(2022)
Un, dos, tres : Historias de UPA est une mini-série télévisée dramatique espagnole composé de 6 épisodes d'une durée de 4 à 7 minutes. Il s'agit d'une mini-série dérivée faisant le lien entre Un, dos, tres et Un, dos, tres : Nouvelle génération. Elle met en vedette Mónica Cruz, Lola Herrera, Beatriz Luengo et Miguel Ángel Muñoz, qui reprennent leurs personnages de la série originale, tandis que Marta Guerras, Lucas Velasco, Almudena Salort, Karina Soro, Álex Medina et Nuno Gallego interprètent également de nouveaux personnages qui ont été créés pour Un, dos, tres : Nouvelle génération.
La mini-série est mise en ligne sur Salto les 23 et 24 décembre 2022 en version originale sous-titrée puis sur 6play le 16 novembre 2023 en version française.

## Un, dos, tres: Nouvelle génération(2023-...)
En décembre 2021, la plateforme de streaming espagnole Atresplayer annonce le développement d'une suite du format original intitulée UPA Next pour une diffusion prévue en 2022-2023,. Trois des acteurs principaux de la série d'origine, Mónica Cruz, Beatriz Luengo et Miguel Ángel Muñoz annoncent dans la foulée leur participation à ce nouveau projet, mais plusieurs anciens acteurs comme Pablo Puyol déclarent publiquement regretter de ne pas en faire partie. À noter également l'absence de la quasi-totalité du corps enseignant de la série d'origine, à l'exception de Lola Herrera (Carmen) et Natalia Millán (Adela) qui reprennent brièvement leur rôle respectif.
Javier Póns, responsable de The Mediapro Studio la société de production de la série, déclare lors d'une conférence de presse : "Nous avons fait une analyse et, avec autant de personnages, il fallait trouver l’alchimie parfaite et nous ne pouvions pas compter sur tout le monde." Miguel Ángel Muñoz, de son côté, affirme que cela "montre qu’il s’agit d’une autre série. Ce n’est plus Un, dos, tres mais UPA Next [...] J’espère qu’il y aura un autre Un, dos, tres où nous pourrons être tous ensemble."
Le tournage de la première saison débute en juillet 2022 et s'achève en novembre de cette même année.
Le premier épisode est mis en ligne en avant-première le 25 décembre 2022 à 20h sur la plateforme espagnole Atresplayer puis une heure plus tard en version originale sous-titrée sur la plateforme française Salto sous le nom Un, dos, tres : Nouvelle génération. La suite de la série est diffusée à partir du 7 mai 2023 en Espagne au rythme d'un nouvel épisode par semaine. En France, elle est désormais disponible en version originale sous-titrée sur 6play dès le 8 mai 2023, 24h après la diffusion espagnole de chaque épisode.
La série est ensuite diffusée en version française en prime-time sur W9 à partir du 16 novembre 2023.
En novembre 2023, Beatriz Luengo déclare que rien n'est encore signé concernant une éventuelle saison 2 : "Il y a beaucoup de propositions sur la table, comme l'idée de faire un show centré sur les anciens ou de continuer ce que l'on a commencé. Je n'exclus rien pour le moment."
- Synopsis

Plus de 15 ans se sont écoulés. Roberto revient des États-Unis avec l’idée de monter une comédie musicale reprenant les tubes d’UPA Dance. Mais les retrouvailles avec Silvia et Lola ne se passent pas comme prévu.

## Sorties DVD
En France, toute la série est sortie en DVD.
- Saison 1 (23 novembre 2005) : les 20 épisodes.
- Saison 2 (15 mars 2006) : les 21 épisodes ; plus de 25 minutes de bêtisier.
- Saison 3 (17 mai 2006) : les 21 épisodes ; le dernier épisode de la saison 3 en version originale ; le bêtisier inédit de la saison 3.
- Saison 4 (13 septembre 2006) : les 25 épisodes.
- Saison 5 (8 novembre 2006) : les 21 épisodes ; à la recherche du nouveau garçon ; le dur travail d'une compagnie de danse ; transformer un lieu en scène ; le départ de Pablo Puyol.
- Saison 6 (4 janvier 2007) : les 22 épisodes ; l'histoire de la série ; le colocataire des filles ; l'école de danse de Carmen Arranz ferme.

Un coffret regroupant l'intégrale de la série est également disponible depuis le 21 mai 2008.
À noter que l'épisode Une rentrée mouvementée, qui fait partie de la saison 5 en tant que premier épisode pour la télévision, est présent dans le coffret de la saison 4 en tant que dernier épisode. En réalité, le découpage des épisodes pour la version française fait que la fin de la saison 4 et le début de la saison 5 se trouvent dans un seul et même épisode. Celui-ci peut donc aussi bien faire partie de l'une ou de l'autre saison.